# 2004 au Liban
Chronologie du Liban
- 2000
- 2001
- 2002
- 2003
- 2004
- 2005
- 2006
- 2007
- 2008

Cet article présente les faits marquants de l'année 2004 au Liban ou concernant ce pays.

## Évènements
- 30 janvier : résolution 1525 du Conseil de sécurité des Nations unies, adoptée à l'unanimité. Après avoir rappelé les résolutions précédentes sur Israël et le Liban, y compris les résolutions 425 (de 1978), 426 (de 1978) et 1496 (en) (de 2003), le Conseil a prorogé le mandat de la Force intérimaire des Nations unies au Liban (FINUL) pour six mois supplémentaires jusqu'au 31 juillet 2004[1].
- 25 juin : Élections municipales libanaises de 2004. Trois principales listes étaient en lice: "La gauche unitaire" (principalement Parti communiste libanais (PCL) et extrême gauche), Parti socialiste progressiste, courant du futur, Forces Libanaise et la liste Hezbollah.
- Le Liban participe aux Jeux olympiques d'été de 2004 à Athènes.
- 29 juillet : résolution 1553 du Conseil de sécurité des Nations unies, adoptée à l'unanimité. Après avoir rappelé les résolutions précédentes sur Israël et le Liban, y compris les résolutions 425 (de 1978), 426 (de 1978) et 1525 (de 2004), le Conseil de sécurité proroge le mandat de la Force intérimaire des Nations unies au Liban (FINUL) pour une nouvelle période de six mois jusqu'au 31 janvier 2005[2].
- 2 septembre : la Résolution 1559 du Conseil de sécurité des Nations unies adoptée par le Conseil de sécurité de l'ONU, à l'initiative conjointe de la France et des États-Unis, par 9 voix sur 15, et 6 abstentions. Le Conseil de sécurité de l'ONU a soutenu la tenue d'élections présidentielles libres et équitables au Liban. Il a exhorté le gouvernement libanais à établir son contrôle sur l'ensemble de son territoire, à désarmer les milices, y compris le Hezbollah, et à faciliter le retrait de toutes les forces étrangères restantes dans le pays[3],[4].